# María del Carmen Pinete Vargas
María del Carmen Pinete Vargas (Tantoyuca, Veracruz; 29 de agosto de 1960-Ciudad de México, 1 de abril de 2025) fue una política mexicana, miembro del Partido Verde Ecologista de México. Fue presidenta municipal de Tantoyuca y tres veces diputada federal, la última a partir de 2021.

## Biografía
María del Carmen Pinete fue maestra de Educación Primaria por el Instituto de Regularización Pedagógica de Jalapa y se desempeñó como docente de 1978 a 2005. En 1998 egresó como licenciada en Educación Primaria por la Universidad Veracruzana y cuenta con una maestría en Administración Pública Municipal y Estatal.
Fue miembro del PRI desde 1975 y del Sindicato Nacional de Trabajadores de la Educación (SNTE) desde 1980. Fue presiental Sistema para el Desarrollo Integral de la Familia en Tantoyuca de 1985 a 1988, cuando su padre Agustín Pinete Herbert ejerció como presidente municipal. De 1991 a 1993 fue secretaria general de la Delegación D-I-51 del SNTE y de 1992 a 1994 consejera nacional del mismo sindicato, en 1994 fue coordinadora de Gestión Social del comité estatal del PRI.
De 1992 a 1994 fue presidente municipal suplente de Tantoyuca y fue electa como presidente municipal de Tantoyuca para el periodo de 1 de enero de 1995 al 31 de diciembre de 1997. De 1999 a 2000 fue delegada del Instituto Nacional para la Educación de los Adultos en Veracruz y de 2000 a 2004 fue directora general del Instituto Veracruzano para la Educación de los Adultos (IVEA). De 2004 a 2006 fue subsecretaria de Desarrollo Político del gobierno estatal encabezado por Fidel Herrera Beltrán.
En 2006 fue por primera ocasión electa diputada federal por el Distrito 2 de Veracruz, a la LX Legislatura que concluyó en 2009 y en la que fue presidente de la comisión bicameral del Sistema de Bibliotecas y del Consejo Editorial; vicepresidente y secretaria de la Mesa Directiva; y secretaria de la comisión de Educación Pública y Servicios Educativos; así como integrante de las comisiones de Atención a Grupos Vulnerables; y, de la Especial para la Promoción del Acceso Digital a los Mexicanos.
De 2011 a 2012 fue coordinadora estatal del Comité Ejecutivo Estatal del Movimiento Territorial del PRI y de 2011 a 2012 fue secretaria de Organización de la Confederación Nacional de Organizaciones Populares del PRI. De 2015 a 2018 fue por segunda ocasión diputada federal por el distrito 2 de Veracruz, siendo electa en esta ocasión a la LXIII Legislatura. En ella fue presidente de la comisión para la prevención, conservación y, en su caso, restauración del medio ambiente en las entidades federativas donde se ubican las instalaciones de PEMEX; secretaria de la comisión de Medio Ambiente y Recursos Naturales; e integrante de las comisiones de Desarrollo Rural; de Educación Pública y Servicios Educativos.
Dejó su militancia en el PRI y fue postulada por el PVEM como parte de la coalición Juntos Hacemos Historia en 2021 a diputada federal por el distrito 2, siendo electa por tercera ocasión. Forma parte de la LXV Legislatura que concluirá en 2024 y en la que ocupa los cargos de secretaria de la comisión de Educación; y de la comisión de Transparencia y Anticorrupción; así como integrante de la comisión de Desarrollo y Conservación Rural, Agrícola y Autosuficiencia Alimentaria. 
Falleció el 1 de abril de 2025 a la edad de 64 años.